# قلیچلی (کلبجر)
نور براجور (به ارمنی: Նոր Բրաջուր) یا قلیچلی (به ترکی آذربایجانی: Qılıçlı)  یک منطقه مسکونی در جمهوری آرتساخ است که در استان شاهومیان واقع شده‌است.

## نگارخانه

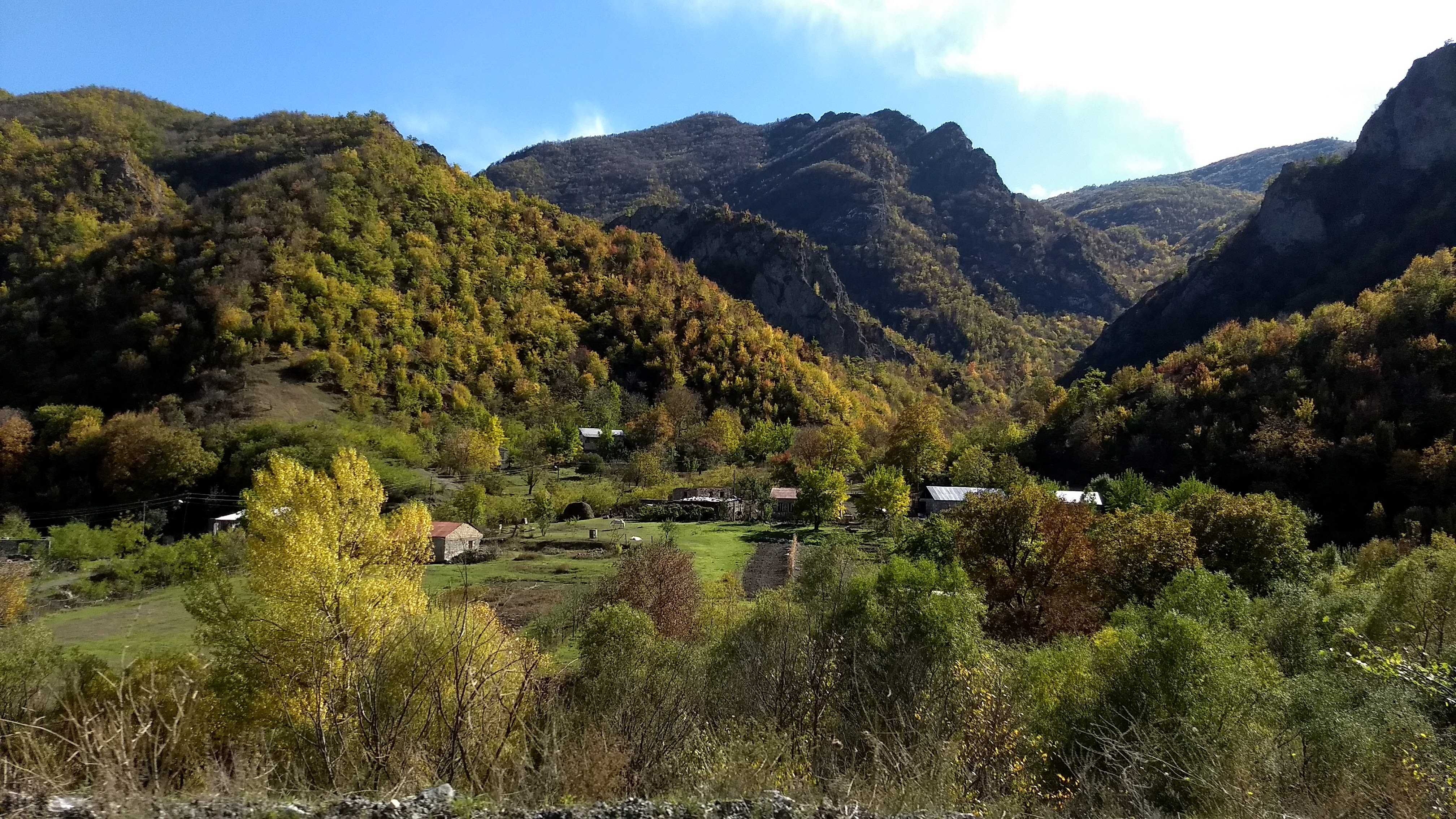
نمایی از روستای نور براجور